# Sausage Party: Foodtopia
Sausage Party: Foodtopia ist eine amerikanische Computeranimationsserie, die den Film Sausage Party – Es geht um die Wurst fortsetzt. Die Serie wurde von Seth Rogen, Evan Goldberg und Conrad Vernon kreiert. Sie ist am 11. Juli 2024 auf Amazon Prime Video erschienen.

## Handlung
Nachdem Frank und seine Freunde sich nach den Ereignissen des Films gegen die Menschen aufgelehnt haben, gründen sie einen sicheren Zufluchtsort namens „Foodtopia“. Nachdem eine gewaltige Flut ihr einst gelobtes Land zerstört hat, bleibt ihnen nichts anderes übrig, als sich mit den Menschen zusammenzutun, um das Überleben ihrer Rasse zu sichern.

## Episodenliste

### Staffel 1
| Nr. (ges.) | Nr. (St.) | Deutscher Titel | Originaltitel  | Erstausstrahlung | Regie         | Drehbuch                                              |
| --- | --------- | --------------- | -------------- | ---------------- | ------------- | ----------------------------------------------------- |
| 1 | 1         | Erster Gang     | First Course   | 11. Juli 2024    | Conrad Vernon | Seth Rogen, Evan Goldberg, Kyle Hunter, Ariel Shaffir |
| Nach den Ereignissen in Sausage Party – Es geht um die Wurst rebellieren die Lebensmittel bei Shopwell’s, angeführt von Frank, Brenda, Barry, Lavash, Sammy und Gum, und stürzen erfolgreich die menschliche Rasse, indem sie diese töten, was dazu führt, dass die Lebensmittel die neue dominante Spezies auf der Erde werden und nun tun und lassen können, was sie wollen. Sammy hat jedoch Schwierigkeiten, über den Tod von Lavash hinwegzukommen, der bei dem Aufstand getötet wurde, und Barry kann sich nicht entspannen, weil er sich nach Action sehnt. Gum opfert sich, um seine Freunde vor dem Sturz in einen Abwasserkanal zu bewahren, und Barry macht sich auf den Weg, um die weggeschwemmten Lebensmittel zu retten. Als sie merken, dass Frank und Brenda keine Ahnung haben, was sie tun, beschließen sie, zu Shopwell’s zurückzukehren, weil sie glauben, dass es dort sicherer ist, obwohl der Laden eingestürzt ist. In der Zwischenzeit entdeckt Barry einen Mann namens Richie, der mit den geretteten Lebensmitteln flieht. |           |                 |                |                  |               |                                                       |
| 2 | 2         | Zweiter Gang    | Second Course  | 11. Juli 2024    | Conrad Vernon | Ali Waller                                            |
| Frank, Brenda und Barry begeben sich auf die Suche nach Richie. Frank und Brenda wollen Antworten auf die Frage finden, was Regen ist, während Barry ihn töten will. Sie finden Richie schließlich, aber Barry tötet ihn, bevor Frank und Brenda Antworten von ihm erhalten können. Plötzlich werden sie von zwei von Richies Freunden, Jack und Donny, überfallen, die sich auf die Lebensmittel stürzen. Barry erinnert sich an das, was er Douche während des Aufstands bei Shopwell’s hat machen sehen, und beschließt, sich in Jacks Hintern zu injizieren, um ihn zu kontrollieren, und bringt ihn erfolgreich dazu, Donny zu töten. In der Zwischenzeit entdeckt Sammy bei Shopwell’s eine neue Bestimmung in der Stand-up-Comedy, als er beginnt, das Essen zu rösten, sehr zum Vergnügen der Gäste. Ihr gemeinsames Lachen bringt jedoch den Laden zum Einsturz, und nachdem Jack ihnen den Fluchtweg geöffnet hat, gelingt es ihnen, rechtzeitig zu entkommen. Da ihr altes Zuhause völlig zerstört ist, ermutigen Frank und Brenda die anderen, sich ein neues zu suchen. Da Barry Jack nicht mehr braucht, ist er bereit, ihn zu töten, während Sammy vorschlägt, ein großes Fest für ihn zu veranstalten. Unbemerkt von Frank und Brenda beginnen die Lebensmittel, die verschiedenen Gebäude für sich zu horten, nachdem sie eine Orange namens Julius dabei beobachtet haben, was zu einer weiteren Massenhysterie führt und kleinere Lebensmittel obdachlos werden lässt.                                                                      |           |                 |                |                  |               |                                                       |
| 3 | 3         | Dritter Gang    | Third Course   | 11. Juli 2024    | Conrad Vernon | Dewayne Perkins                                       |
| Die Lebensmittel bereiten sich auf das „Burning Man“-Festival vor, bei dem sie Jack vor großem Publikum opfern wollen, indem sie ihn lebendig verbrennen. Während sie für die Zeremonie vorsprechen, taucht eine Krähe auf und greift sie an. Nachdem Barrys erster Versuch, sie aufzuhalten, fehlgeschlagen ist, fragen Frank und Brenda Jack erneut, wie sie sie aufhalten können, woraufhin er vorschlägt, die Leiche eines Toten als provisorische Vogelscheuche zu verwenden, die die Krähe erfolgreich verscheucht. Frank und Brenda erwägen daraufhin, Jacks Opferung zu verschieben, falls sie seine Hilfe noch brauchen, aber Barry lehnt ab und sagt ihnen, dass Jack sterben muss und er keine Ausreden akzeptieren wird. In dieser Nacht, während des Festivals, bietet Julius an, dass die Kleinen die Show von seinem Gebäude aus sehen können, im Austausch für ihre menschlichen Zähne, ihre neue Form der Währung. Gegen Barrys Willen beschließen Frank und Brenda heimlich, Jack zu verschonen, und Frank gelingt es, eine andere lebende Person zu finden, die er kontrollieren kann, um Jacks Platz einzunehmen, so dass alle glauben, Jack sei tot. Frank und Brenda nehmen Jack mit in ihr Baumhaus, um sich dort zu verstecken, und beginnen, ihre Entscheidung in Frage zu stellen, als Jack anfängt zu erzählen, was er gerne essen würde. |           |                 |                |                  |               |                                                       |
| 4 | 4         | Vierter Gang    | Fourth Course  | 11. Juli 2024    | Conrad Vernon | Jennifer Kim                                          |
| Mit seinem neuen Reichtum an menschlichen Zähnen beschließt Julius, sein Imperium zu vergrößern, indem er den Besitzern ihrer Häuser die Zähne abkauft. Sammy, der wieder einmal im Rampenlicht stehen will, entdeckt einen Elektronikladen, der einer Müslipackung gehört. Nachdem er aus dem Laden geworfen wurde, greift ihn ein wütender Sammy an und entführt den Laden, wo er seine Comedy-Nummer fortsetzt. Während sie Jack einen menschlichen Fuß zum Essen bringen, entdecken Frank und Brenda, dass Lebensmitteln die Zähne entfernt werden, was sie und Barry dazu veranlasst, ein neues Polizeisystem einzuführen. Bei einer Gerichtsverhandlung stellen Frank und Brenda fest, dass es sich bei den des Zahndiebstahls beschuldigten Lebensmitteln ausschließlich um verderbliche Waren handelt, die Anzeichen von Schimmel aufweisen und in slumähnlichen Verhältnissen leben, da sie sich Julius’ Kühlhäuser nicht leisten können. In Sammys letzter Sendung schlagen Frank und Brenda vor, dass diejenigen, die viele Zähne haben, sie denen schenken sollten, die keine haben. Aber Julius, der im Publikum sitzt, schafft es, alle gegen sie aufzubringen, indem er argumentiert, dass sie alle ihrer Freiheit berauben, und schlägt vor, dass sie eine Wahl abhalten, um einen neuen Anführer für Foodtopia zu bestimmen. In der Zwischenzeit entdeckt Barry Jacks Fußabdrücke und Jack erkennt, dass er keine andere Wahl hat, konvertiert zum Kannibalismus und isst unter Tränen den Fuß, den Frank und Brenda ihm zuvor gegeben haben. |           |                 |                |                  |               |                                                       |
| 5 | 5         | Fünfter Gang    | Fifth Course   | 11. Juli 2024    | Conrad Vernon | Laura Krafft                                          |
| Eine machiavellistische Orange, Julius, wird in Foodtopia immer beliebter. Frank und Brenda kämpfen darum, die Kontrolle zu behalten. |           |                 |                |                  |               |                                                       |
| 6 | 6         | Sechster Gang   | Sixth Course   | 11. Juli 2024    | Conrad Vernon | Jeremy Levick, Rajat Suresh                           |
| Foodtopia steht vor der Wahl: Julius gegen Frank und Brenda. Doch Beziehungsprobleme bedrohen ihre Chancen. |           |                 |                |                  |               |                                                       |
| 7 | 7         | Siebenter Gang  | Seventh Course | 11. Juli 2024    | Conrad Vernon | Dewayne Perkins                                       |
| Brenda macht sich auf die Suche nach dem Guten in dem orangen Diktator Julius. Frank bringt einige lose Enden zusammen. |           |                 |                |                  |               |                                                       |
| 8 | 8         | Achter Gang     | Eight Course   | 11. Juli 2024    | Conrad Vernon | Kyle Hunter, Ariel Shaffir                            |
| Barry und Sammy müssen Franks Namen reinwaschen und Foodtopia retten. Julius muss aufgehalten werden. |           |                 |                |                  |               |                                                       |

### Staffel 2
| Nr. (ges.) | Nr. (St.) | Deutscher Titel  | Originaltitel     | Erstausstrahlung | Regie         | Drehbuch                                 |
| ---------- | --------- | ---------------- | ----------------- | ---------------- | ------------- | ---------------------------------------- |
| 9          | 1         | Neunter Gang     | Ninth Course      | 13. Aug. 2025    | Conrad Vernon | Kyle Hunter, Ariel Shaffir               |
| 10         | 2         | Zehnter Gang     | Tenth Course      | 13. Aug. 2025    | Conrad Vernon | Dewayne Perkins                          |
| 11         | 3         | Elfter Gang      | Eleventh Course   | 13. Aug. 2025    | Conrad Vernon | Jennifer Kim                             |
| 12         | 4         | Zwölfter Gang    | Twelfth Course    | 13. Aug. 2025    | Conrad Vernon | Kyle Hunter, Ariel Shaffir, Jack Berigan |
| 13         | 5         | Dreizehnter Gang | Thirteenth Course | 13. Aug. 2025    | Conrad Vernon | Kyle Hunter, Ariel Shaffir               |
| 14         | 6         | Vierzehnter Gang | Fourteenth Course | 13. Aug. 2025    | Conrad Vernon | Kyle Hunter, Ariel Shaffir, Jack Berigan |
| 15         | 7         | Fünfzehnter Gang | Fifteenth Course  | 13. Aug. 2025    | Conrad Vernon | Kyle Hunter, Ariel Shaffir, Jack Berigan |
| 16         | 8         | Sechzehnter Gang | Sixteenth Course  | 13. Aug. 2025    | Conrad Vernon | Kyle Hunter & Ariel Shaffir              |

## Besetzung und Synchronisation
Die deutsche Synchronisation des Films übernahm die Iyuno-SDI Group Germany GmbH in München, nach einem Dialogbuch von Tom Sander Dialogregie führte Tim Sander.
| Rolle               | Darsteller       | Sprecher          | Episode         |
| Hauptcharaktere     | Hauptcharaktere  | Hauptcharaktere   | Hauptcharaktere |
| ------------------- | ---------------- | ----------------- | --------------- |
| Frank Wienerton     | Seth Rogen       | Tobias Kluckert   | 1–8             |
| Brenda Bunson       | Kristen Wiig     | Katrin Fröhlich   | 1–8             |
| Barry               | Michael Cera     | Alexander Doering | 1–8             |
| Sammy Bagel Jr.     | Edward Norton    | Jaron Löwenberg   | 1–8             |
| Jack                | Will Forte       | Rainer Fritzsche  | 2–8             |
| Julius, der Oranier | Sam Richardson   | Christian Intorp  | 1–8             |
| Jeri Rice           | Sugar Lyn Beard  | Miria Haseney     | 1, 2, 7, 8      |
| Nebencharaktere     |                  |                   |                 |
| Kareem Abdul Lavash | David Krumholtz  | Samir Fuchs       | 2–5, 8          |
| Eggetha             | Natasha Rothwell | Meryem Basar      | 2 & 5           |
| Energy Soda         | Evan Goldberg    | Edwin Gellner     | 2               |
| Kaugummi            | Scott Underwood  | Timmo Niesner     | 1               |
| Rutabaga Ginsberg   | Rachel Butera    | Peggy Sander      | 5 & 8           |
| Yolk-O              | Grey Griffin     | Yasemin Tolaz     | 5               |

## Produktion

### Entwicklung
Rogen hat Interesse an einer Fortsetzung von Sausage Party – Es geht um die Wurst und anderen Animationsfilmen für Erwachsene bekundet. Auf die Frage nach der Möglichkeit einer Fortsetzung antwortete Rogen: „Das ist etwas, worüber wir sprechen, ja. Das ist einer der Gründe, warum wir das [ursprüngliche] Ende weggelassen haben, weil wir dachten, wenn das die erste Szene des nächsten Films wäre, würde man ihn wahrscheinlich nicht sehen wollen. Aber die Idee eines Real-/Animationsfilms, wie eine Art Falsches Spiel mit Roger Rabbit ist auch sehr aufregend, vor allem weil Falsches Spiel mit Roger Rabbit einer meiner absoluten Lieblingsfilme ist.“
Am 26. Oktober 2022 wurde bekannt gegeben, dass Amazon eine Fortsetzung bei Point Grey Pictures, Annapurna Television und Sony Pictures Television in Auftrag gegeben hat. Die Co-Autoren Kyle Hunter und Ariel Shaffir kehren zurück, um die Serie mit ihrer Produktionsfirma Shaffirwhich zu entwickeln und zu produzieren, während einige der Schauspieler (darunter Rogen, der den Film zusammen mit seinem kreativen Partner Evan Goldberg geschrieben, koproduziert und inszeniert hat) wieder in ihre Rollen schlüpfen, zusammen mit neuen Mitgliedern wie Will Forte, Natasha Rothwell, Sam Richardson und Yassir Lester.

### Animation
Im Gegensatz zum ersten Film, der von den Nitrogen Studios produziert wurde, die jetzt von Cinesite, Bardel Entertainment und Stellar Creative Lab übernommen wurden, werden die Animation für die Serie übernehmen. Der ehemalige Blue-Sky-Studios-Manager Andrew Millstein, der jetzt zusammen mit Robert L. Baird die Animationsabteilung von Annapurna leitet, ist zusammen mit Rogen, Goldberg, James Weaver, Alex McAtee, Megan Ellison und Patrick Chu ausführender Produzent der Serie, während Co-Produzent und Co-Regisseur Conrad Vernon als übergeordneter Regisseur zurückkehrt.

## Veröffentlichung
Am 1. Mai 2024 wurde bekannt gegeben, dass die Serie am 11. Juli 2024 auf Amazon Prime Video Premiere haben wird.